# Айдарово (Тульская область)
Айдарово — деревня в составе муниципального образования город Алексин Тульской области России.

## География
Деревня находится в северо-западной части Тульской области, в пределах северо-восточного склона Среднерусской возвышенности, в подзоне широколиственных лесов, на правом берегу реки Оки, вблизи места впадения в неё реки Вашаны, на расстоянии примерно 8 километров (по прямой) к северо-востоку от города Алексина, административного центра округа. Абсолютная высота — 129 метров над уровнем моря.
Климат
Климат характеризуется как умеренно континентальный, с ярко выраженными сезонами года. Средняя температура воздуха летнего периода — 16 — 20 °C (абсолютный максимум — 38 °С); зимнего периода — −5 — −12 °C (абсолютный минимум — −46 °С). Снежный покров держится в среднем 130—145 дней в году. Среднегодовое количество осадков — 650—730 мм.
Часовой пояс
Деревня Айдарово, как и вся Тульская область, находится в часовой зоне МСК (московское время). Смещение применяемого времени относительно UTC составляет +3:00.

## История
В старых документах также называется Идарово. Было приписано к церковному приходу в селе Сотино.
По дореволюционному административному делению входило в состав Сотинской волости Алексинского уезда.

## Население
| 2010 |
| ---- |
| 31   |

Половой состав
По данным Всероссийской переписи населения 2010 года в гендерной структуре населения мужчины составляли 54,8 %, женщины — соответственно 45,2 %.
Национальный состав
Согласно результатам переписи 2002 года, в национальной структуре населения русские составляли 85 % из 46 чел.